# Teatro Antiguo de Lublin
El Teatro Antiguo de Lublin es un teatro empresario localizado en Lublin, inaugurado en 1822. Al principio albergaba los escenarios de teatro y ópera de Lublin, y en el siglo XX también cine.

## Informaciones generales
El Teatro Antiguo de Lublin es el más antiguo que se ha conservado en Polonia, después de Stary Teatr im. Heleny Modrzejewskiej de Cracovia. El edificio, del siglo XIX, está situado dentro del centro histórico de Lublin y fue construido en estilo neoclásico con decoraciones en forma de arcadas ciegas y paneles rectangulares, así como decoraciones de moldura en la calle Jezuicka; la fachada presenta bajorrelieves de máscaras y grifos.
Originalmente, el edificio estaba dividido en cuatro plantas: planta baja, sillas en el primer piso, balcón y galería. La escena se iluminaba con lámparas de aceite y posteriormente con lámparas de queroseno. Como resultado de la reconstrucción de 2007-2012, el edificio ganó dos plantas de sótano adicionales con almacenes e instalaciones sanitarias (originalmente el teatro no tenía sótano). En el teatro se ha conservado la disposición original: foyer - auditorio - escenario – fondo del escenario Tras la reconstrucción, el teatro cuenta con 165 asientos.
Hoy en día, el Teatro Antiguo es un lugar donde se celebran diversos eventos culturales. Se organizan allí espectáculos teatrales, conciertos, encuentros, debates y actividades educativas para niños. El teatro es interdisciplinario, dinámico y educativo.

## Historia
El Teatro Antiguo de Lublin fue construido el 5 de julio de 1822 en ruinas de unas casas de vecinos del siglo XVI, detrás de un edificio diseñado por Łukasz Rodakiewicz. El primer espectáculo tuvo lugar el 20 de octubre de 1822. Aunque el edificio era estrecho, incómodo y con un mobiliario primitivo, sirvió a la ciudad como teatro de invierno hasta 1886. A partir de finales del siglo XIX, tras la construcción del nuevo y mucho más grande Teatr im. Juliusza Osterwy, el Teatro Antiguo fue utilizado principalmente por compañías de teatro itinerante y artistas de circo.
En 1907 se instaló allí un cine con el nombre de Théâtre Optique Parisien, y el edificio funcionó como cine-teatro. En los años de entreguerras, las compañías de teatro judías visitaban a menudo el teatro. En años posteriores, el cine pasó a llamarse Rialto, y más tarde Staromiejskie, y la última proyección de cine tuvo lugar en 1981. Más tarde, el edificio, que había sido destruido por el fuego varias veces (entre otros en el año 1993), quedó cada vez más abandonado. En 1994, la Fundación Galeria na Prowincji compró el teatro por 100 zlotys, y prometió renovarlo en dos años. No cumplió su palabra y el edificio se convirtió en una ruina.
En los años 2000 y 2003, el conservador-restaurador solicitó a las autoridades la expropiación de la fundación. Sin embargo, el alcalde Andrzej Pruszkowski se negó, alegando que este hecho expondría a la ciudad al pago de indemnizaciones. En enero de 2005, el fiscal acusó a los presidentes de la fundación de haber provocado el derrumbe del edificio y de no haber realizado las obras de renovación. No fue hasta que se dictó la sentencia que la Hacienda Pública recuperó el monumento. En 2007 el monumento pasó a ser propiedad de la ciudad.
Como consecuencia de la progresiva degradación, el edificio fue incluido en la lista de los 100 objetos más amenazados de World Monuments Watch, un programa del World Monuments Fund (WMF). En ese estado, el edificio llevaba muchos años esperando su renovación, que finalmente comenzó en 2007. La renovación del teatro costó más de 26 millones zlotys; la ciudad de Lublin recibió 20 millones zlotys de financiación para este fin del Programa de Infraestructuras y Medio Ambiente de la UE. En diciembre de 2010 se convocó un concurso para la dirección del Antiguo Teatro; el concurso requería, entre otras cosas, un concepto de cómo funcionaría el teatro en 2016 (Lublin competía por el título de Capital Europea de la Cultura). Se ha nombrado directora a Karolina Rozwód, asociada al Ayuntamiento, a TVP Kultura y a Polski Instytut Sztuki Filmowej.
El 16 de febrero de 2012 se anunció una jornada de puertas abiertas y se presentó el renovado interior del Teatro Antiguo. La primera representación tras la renovación tuvo lugar el 11 de marzo de 2012. Entre el público se encontraba el Presidente de la República de Polonia, Bronisław Komorowski. La actividad artística del Antiguo Teatro se inauguró con un concierto del guitarrista flamenco José Fernández Torres y su grupo. El concierto titulado Luz de Guía fue retransmitido por TVP Kultura y en una pantalla gigante en Plac po farze en Lublin. El evento fue presentado por Grażyna Torbicka.